# بنينو أكينو، الأب
بنينو أكينو، الأب (بالإنجليزية: Benigno Aquino Sr.)‏ (و. 1894 – 1947 م) هو سياسي من الفلبين .